# Коесит
Коеси́т — мінерал, щільна фаза кремнезему каркасної будови.

## Загальний опис
Хімічна формула: SiO2.
Густина 3,01[уточнити].
Кристалічна структура близька до структури польових шпатів.
Одержаний штучно при тиску 3 ГПа і температурі 500—800°С американським вченим Л. Коесом у 1953 р.
1960 року знайдений у пісковику Аризонського метеоритного кратера (каньйон Диявола).
Пізніше знайдений в інших метеоритних кратерах.